# Pimpalgaon
Pimpalgaon es una ciudad censal situada en el distrito de Yavatmal en el estado de Maharashtra (India). Su población es de 8317 habitantes (2011). Se encuentra a  4 km de Yavatmal.

## Demografía
Según el censo de 2011 la población de Pimpalgaon era de 8317 habitantes, de los cuales 4205 eran hombres y 4112 eran mujeres. Pimpalgaon tiene una tasa media de alfabetización del 92,34%, superior a la media estatal del 82,34%: la alfabetización masculina es del 95,01%, y la alfabetización femenina del 89,64%.